# Mabena
Santa Mabena, también llamada Mabyn o Mabon (c. 474-c. 550), fue una santa medieval.

## Biografía
Supuestamente Mabena nació alrededor de 474 y fue una de las 24 hijas del rey Brychan Brycheiniog, quien al parecer tenía otros siete hijos. Responsable de la envangelización de Cornualles, habría vivido como ermitaña en una pequeña capilla en la parroquia y aldea de St Mabyn, cerca de Wadebridge, probablemente en Treveglos. Murió por causas naturales hacia 550 y fue enterrada en la iglesia parroquial.

## Existencia
Existen dudas acerca de la existencia de Santa Mabena. La fuente más antigua en mencionarla es la obra escrita en latín Vida de San Nectan, fechada en el siglo xii. La santa figura así mismo en la lista de vástagos del rey Brychan, entre quienes se encuentran el propio Nectan y muchos otros santos. Brychan y sus hijos aparecen en fuentes galesas tempranas y eran conocidos también en Irlanda y Bretaña, si bien ninguna de ellas menciona a Mabena. El hecho de que Vida de San Nectan la incluya junto con varios otros santos con iglesias dedicadas a ellos en West Country sugiere que la iglesia parroquial del pueblo de St Mabyn, supuestamente dedicada a Mabena, ya existía cuando la lista fue redactada.
Existen varias referencias de origen medieval tanto a Mabyn como a su iglesia, si bien las mismas ofrecen escasa información sobre ella, con dos fuentes describiéndola incluso como hombre. Sabine Baring-Gould propuso como verdadero titular de la Iglesia de St Mabyn a San Mabon, de origen galés y supuestamente hermano de San Teilo, además de ser el fundador de la parroquia de Llanvabon, en Gales del Sur (Baring-Gould sugirió que la atribución a una Mabyn femenina surgió cuando el relato original se perdió). Pese a ello, los vínculos de Mabena con la familia de Brychan tal y como figuran en Vida de San Nectan demostraron ser tan fuertes en la tradición de Cornualles que aparentemente sobrevivieron hasta al menos el siglo xvi. Nicholas Roscarrock documentó haber oído decir a personas que vivían cuando la Iglesia de St Mabyn fue reconstruida alrededor de 1500 que en esa época a la santa se le cantaba una «canción o himno» la cual se correspondía fuertemente con la lista de los hijos de Brychan. Sumado a esto, Roscarrock dejó constancia de que su fiesta se celebraba el 18 de noviembre.

## Representaciones artísticas

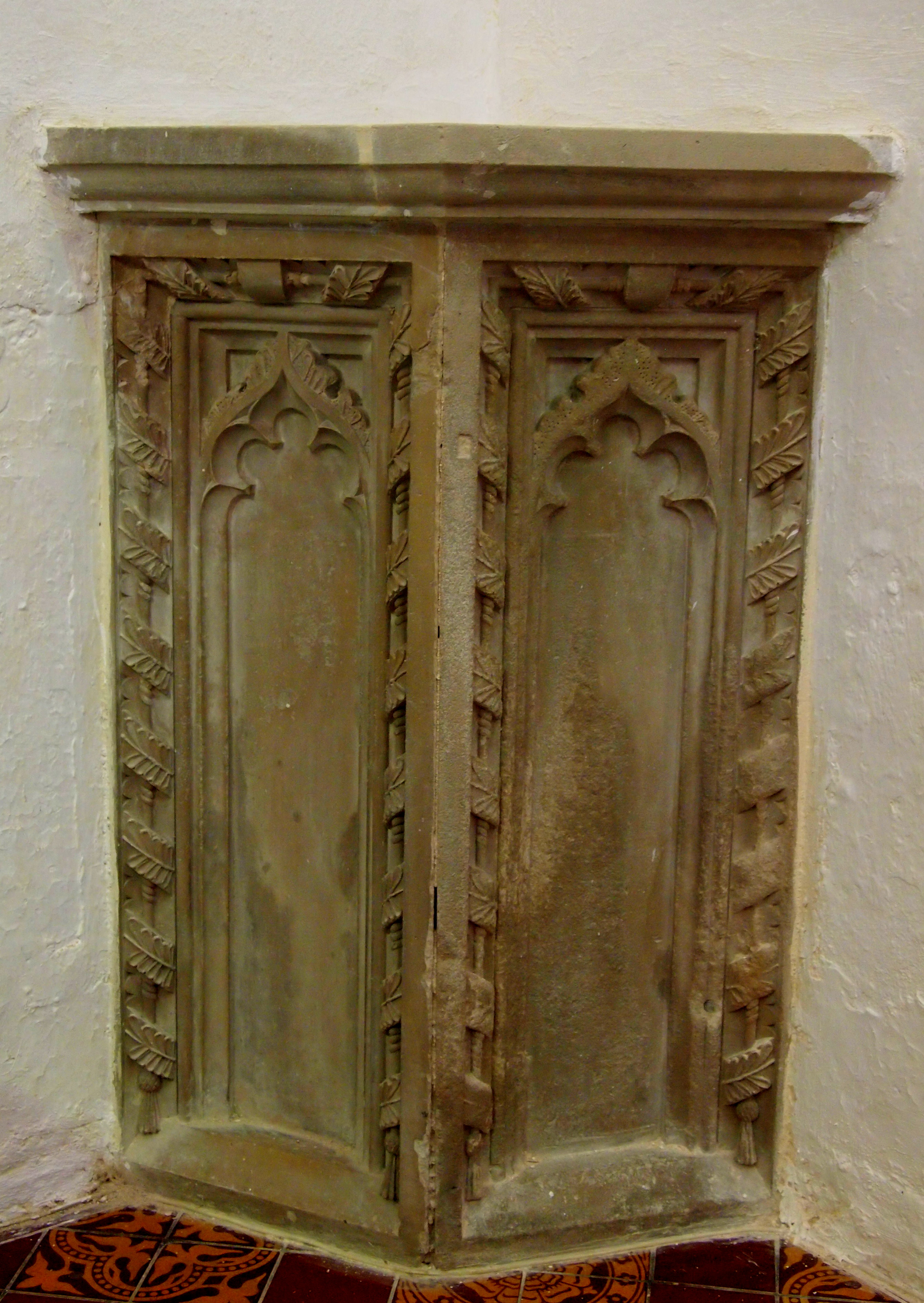
Credencia conservada en la Iglesia de St Mabyn.

Mabena aparece representada en un vitral de 1523 o 1528 en la iglesia local de la aldea de St Neot, al este del pueblo de St Mabyn. El ventanal muestra a la santa vestida con túnica, manto y corona, portando un libro y con una palma, símbolo tradicional del martirio, si bien nunca fue sometida a suplicio alguno. Mabena es así mismo uno de los seis santos oriundos de Cornualles que figuran en las ventanas de la nave norte, estando la nave opuesta destinada a santos de fama internacional y naturaleza más didáctica. Cinco de estos santos solían aparecer en vitrales donados por tres tipos de asociaciones: las esposas de la parte occidental de la parroquia, las «hermanas» (presumiblemente mujeres solteras) y los hombres jóvenes. Las esposas fueron las donantes de la ventana que representa a Santa Mabena (en el vitral aparecen también los santos Meubred y Cardinham). En adición a lo anterior, se cree que una credencia conservada en St Mabyn pudo haber sido el panel original de una tumba erigida en honor a la santa (es posible que todas sus hermanas contasen con tumbas dedicadas a ellas).